# モリンガ蒸し
モリンガ蒸し（Moringa Steam Therapy）は、モリンガ（Moringa oleifera）の葉を煎じ、その蒸気を下半身を中心に浴びる温熱療法の一種である。
ハーブ蒸しに分類されるが、モリンガ特有の高い栄養価に注目し、美容や健康、体質改善を目的として用いられる。
この療法は、2018年に日本で考案され、特定のサロンによって導入されたことをきっかけに普及した。モリンガ蒸しは、特定の団体によって施術手法の標準化や普及活動が行われているとされる。

## 特徴と目的

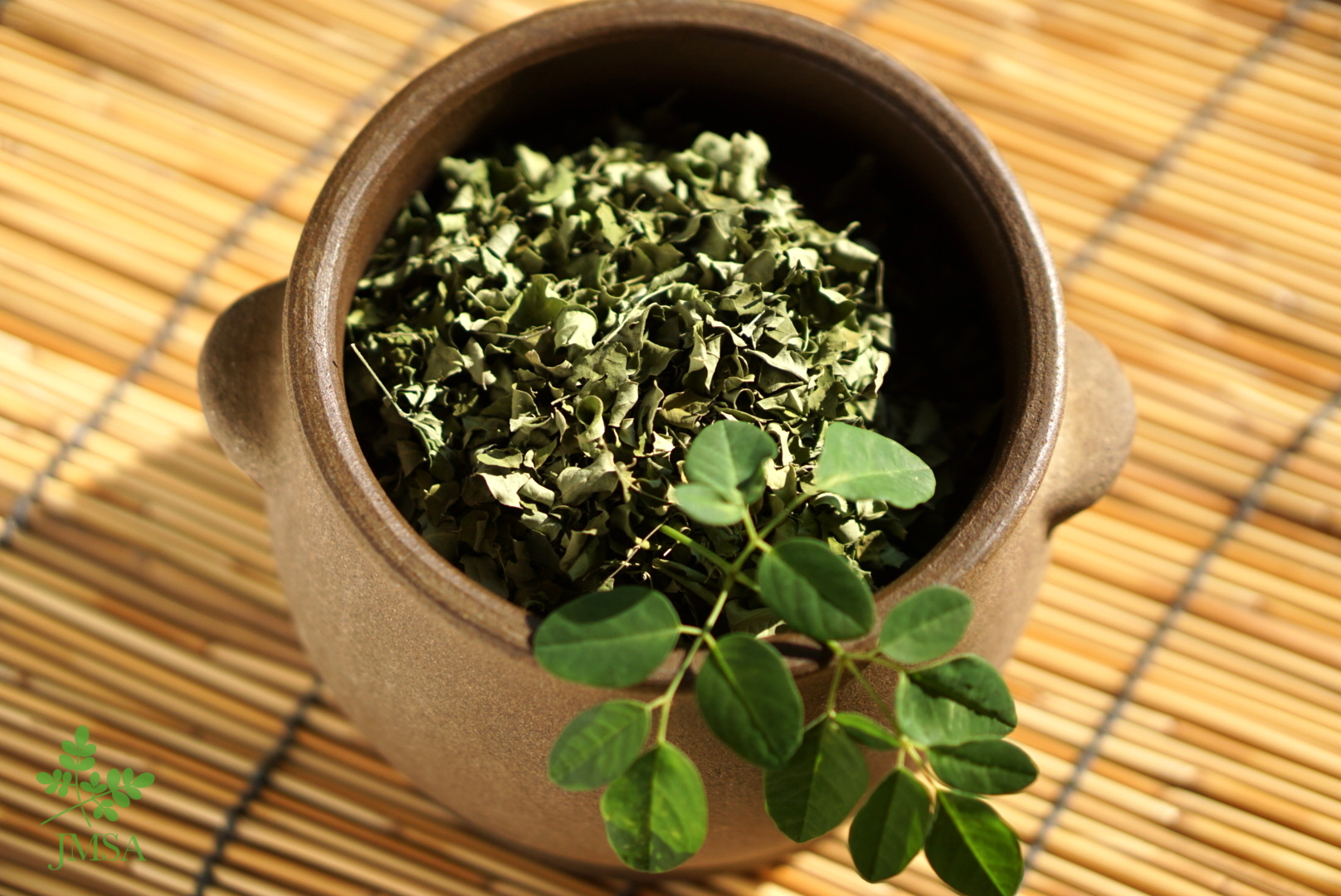
モリンガ蒸し専用の壺に入れたモリンガ葉（2018年撮影）

モリンガ蒸しは、韓国を起源とするよもぎ蒸しと同様に、専用の椅子に座り、下半身を中心に蒸気を浴びる温熱療法である。施術方法や用いる器具などはよもぎ蒸しとほぼ同じで、異なる点は使用する植物にモリンガ（ワサビノキ）の葉を用いる点である。
モリンガは栄養価が高い植物として知られ、温活やリラクゼーション、冷え性やスキンケア目的に用いられることがある。香りは緑茶や牧草に似た穏やかな草の香りとされ、施術中のリラックス効果を意図して使用されている。
モリンガ蒸しに使用される葉については、フィリピンなどでEUやUSDAのオーガニック認証を受けた栽培が行われており、日本国内ではこうしたモリンガ葉を使用した施術を行う団体も存在する。

## 栄養成分と食品利用
モリンガの葉は、古くから「ミラクルツリー（奇跡の木）」とも呼ばれ、その栄養価の高さで知られている。葉には、ビタミンA・C・E、鉄分、カルシウム、マグネシウム、カリウム、亜鉛などのミネラル類が豊富に含まれており、植物性たんぱく質や食物繊維もバランスよく含まれている。
特に鉄分やカルシウムは一般的な野菜と比較しても高濃度で含まれており、栄養補助食品としても注目されている。また、葉にはポリフェノールやフラボノイドなどの抗酸化成分も含まれており、健康維持のための食品素材として利用されることが多い。

## 海外における研究動向
モリンガの葉は、その豊富な栄養成分と機能性により、近年はインド、フィリピン、ナイジェリア、アメリカなど各国で注目されており、食品・医療・農業分野においてさまざまな研究が行われている。

### 栄養成分と生理活性に関する研究
モリンガの葉の栄養と健康効果については、国際的な学術研究も数多く存在する。たとえば、2023年にCAB Internationalが発行したレビュー論文では、モリンガの葉や種子が豊富なビタミン、ミネラル、必須アミノ酸を含み、抗酸化、抗炎症、抗菌、肝保護作用など、多面的な生理活性を示すことが報告されている。

### 妊婦・授乳中の栄養補助としての文化的背景と研究
フィリピンやインドではモリンガが伝統的に妊婦や授乳中の女性の栄養補助として使われており、葉を煮出したスープや料理の中で日常的に摂取されている。こうした文化的背景をもとに、モリンガの栄養成分が貧血予防や乳汁分泌促進に役立つ可能性についての臨床研究も進められている。

### 国際機関による評価と提言
国連のFAO（国際連合食糧農業機関）やWHO（世界保健機関）などもモリンガの栄養的価値に注目しており、途上国における栄養改善や母子保健の一環として、活用が提案されている。

### 健康分野における応用可能性
モリンガの薬理学的特性に関する別のレビューでは、抗糖尿病、抗高血圧、抗腫瘍作用など、さまざまな健康分野においてモリンガの応用可能性が示されており、栄養補助食品や機能性食品としての研究が進められている。

### 栄養不良対策としての活用研究
2024年に発表された最新の研究では、モリンガの葉がカロテノイド、カルシウム、鉄、食物繊維などの重要栄養素を豊富に含み、栄養不良の予防に有用である可能性が示されている。

### 抗菌・抗酸化作用に関する研究
モリンガ（Moringa oleifera）の葉には、抗菌作用や抗酸化作用を示す成分が多く含まれており、これらの特性がさまざまな応用研究につながっている。たとえば、モリンガ葉の蒸留液は黄色ブドウ球菌（Staphylococcus aureus）やカンジダ菌（Candida albicans）などの病原性微生物に対して抗菌・抗真菌効果を示すことが報告されている。また、モリンガ葉の抽出物には強い抗酸化能があり、食品の酸化防止や健康食品素材としての可能性も注目されている。
こうした性質を持つモリンガ葉を用いた温熱療法として、蒸気によってその成分を吸入または皮膚を通じて取り入れる試みが一部で行われている。

## 使用方法
モリンガ蒸しは、専用の座浴器（椅子）とケープまたはマントを用いて行われる。煎じたモリンガ葉の蒸気を、主に下半身に30〜40分程度あてるのが一般的な方法である。座っているだけだが大量に汗をかきカロリー消費も高いため、最大でも60分までにすることが望ましい。
施術中は裸にマントをかぶり、蒸気が体内に巡るようにしながらリラックスした状態で過ごす。
モリンガ葉は乾燥させたものを使用し、煮出す際にはお湯に直接入れる、または座浴剤としてブレンドされた製品を使うこともある。施術後にはサラサラとした発汗が得られ、温浴による代謝促進やリラックス効果を実感する利用者も多い。

## よもぎ蒸しとの違いと安全性
モリンガ蒸しは、ハーブ蒸しの中でも比較的新しい療法であるが、従来から知られるよもぎ蒸しと比較すると、使用する植物の成分に明確な違いがある。
ヨモギ（Artemisia princeps）に含まれる代表的な揮発性成分にはツジョンやカンファーがあり、これらは神経刺激作用や子宮収縮作用を持つとされている。そのため、伝統的に月経を促す作用（エメナゴーグ作用）を目的に用いられてきた一方で、妊娠中や妊活中の高温期には避けるべきとされるケースもある。。
一方、モリンガの葉に含まれる揮発性化合物は、(E)-2-ヘキセナール、リナロール、ゲラニオール、バニリンなどで、主に抗酸化・抗菌・リラックス作用を持つとされる穏やかな成分が中心である。
これらの成分には現在のところ子宮収縮作用があるという科学的根拠はなく、香気の性質としてもよもぎに比べて刺激性が低く、緑茶や牧草に似た穏やかな香りを持つとされる。
モリンガの葉は一部の国（フィリピンやインドなど）で伝統的に妊婦の栄養補助として経口摂取されることがあるがが、蒸気吸入や経皮吸収といった使用方法の安全性については、明確な科学的評価が確立されているわけではなく、使用に際しては専門家の助言が望ましい。

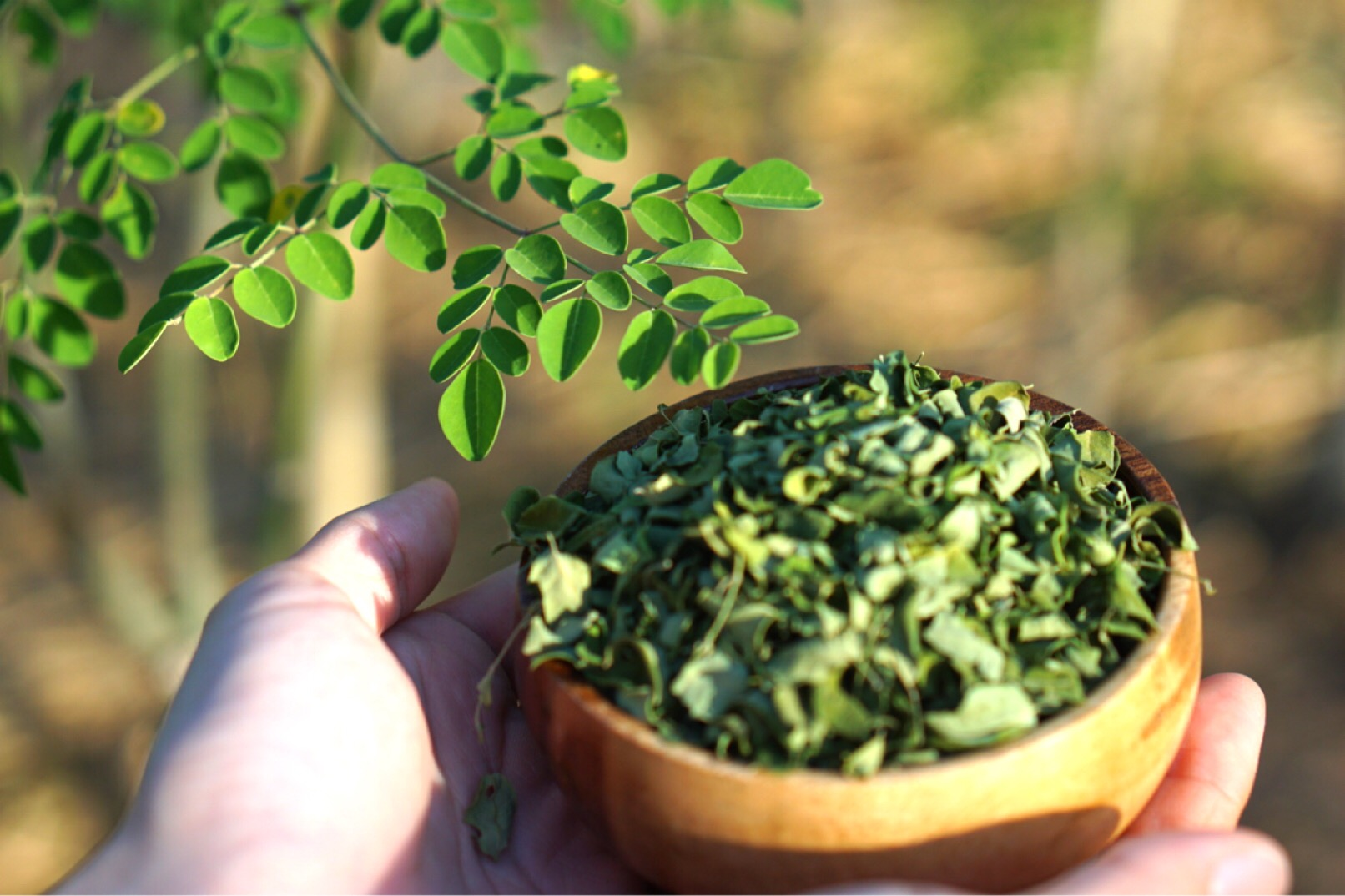
フィリピンの農園で収穫されたモリンガ葉（2018年撮影）

モリンガの根や樹皮を高用量で経口摂取した動物実験では、子宮に影響を及ぼす可能性が報告されている。

## 蒸気吸収と経皮吸収の違い
モリンガ蒸しにおける有効成分の取り込みは、主に「蒸気吸入」と「経皮吸収」の2つのルートで行われる。施術中は、煎じたモリンガ葉から発生する蒸気がマント内部に広がり、皮膚表面だけでなく鼻や口からも成分が吸収される。
一般に、植物の揮発性成分は肺からの吸入によって速やかに血流に乗る経路と、皮膚を通じてゆっくり吸収される経路がある。蒸気浴ではこれらの作用が重なり、比較的穏やかに全身への作用が期待できるとされる。
一方で、精油や植物エキスを皮膚に直接塗布する方法では、成分が高濃度で接触するため、より早く経皮吸収される場合もあるが、局所刺激性やアレルギーのリスクも高くなる可能性がある。

## メディア掲載
- 『anan 温活特集号』（2022年12月7日発売）
- 『神奈川新聞 温活特集』（2025年2月15日発行）